# Hrdlovka
Hrdlovka (německy Herrlich) je zaniklá vesnice v okrese Teplice v Ústeckém kraji, která zanikla v sedmdesátých letech 20. století z důvodů těžby uhlí.

## Historie
Hrdlovka se nacházela asi 2 kilometry na jih od Oseka. Na místě pozdější obce je doloženo osídlení již v mladší době kamenné. První písemná zmínka o Hrdlovce pochází z listiny krále Přemysla Otakara I. datované rokem 1203. Obyvatelé vsi se živili výlučně zemědělstvím.

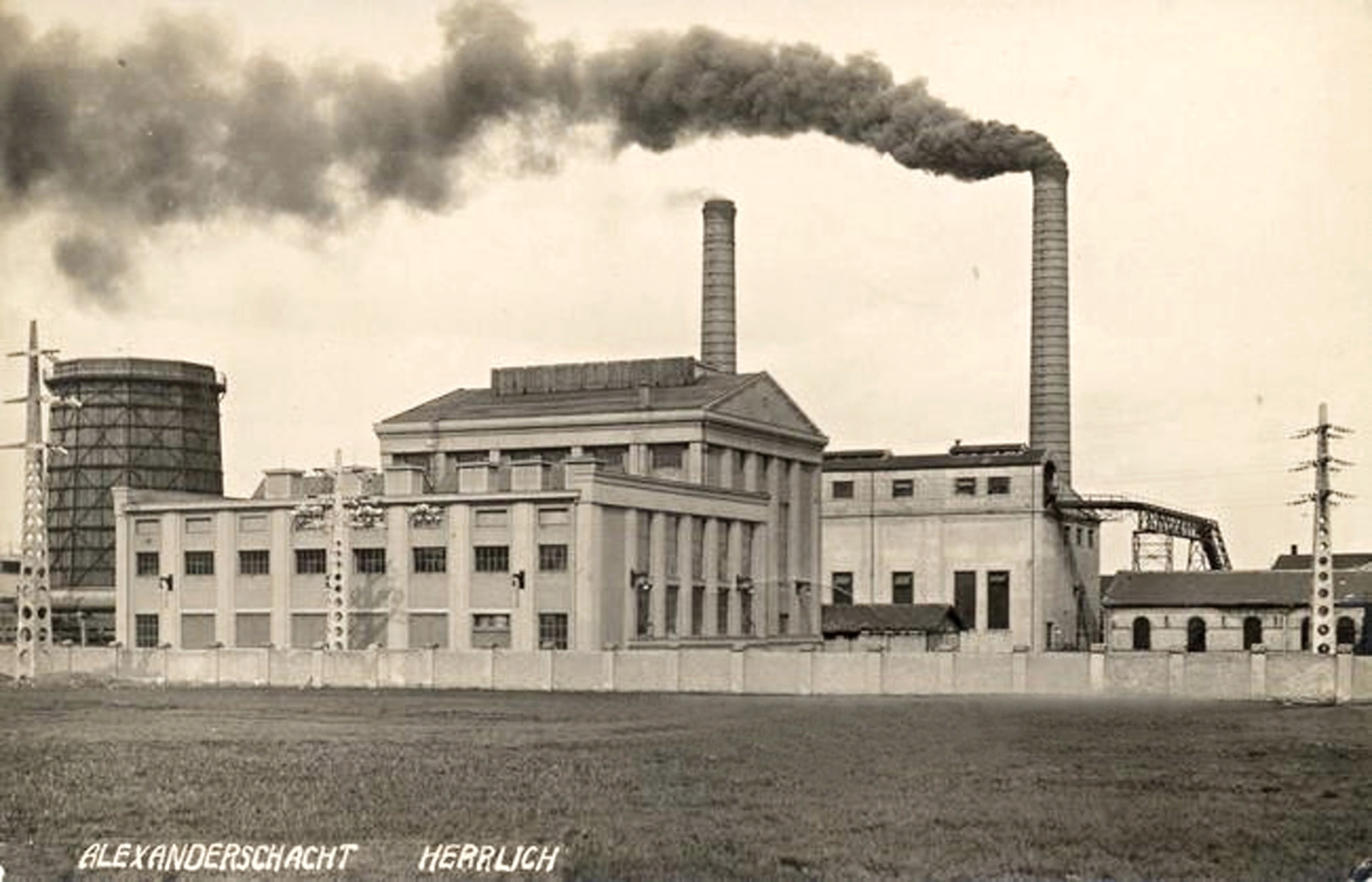
Důl Alexander

V roce1833 zde žilo 202 obyvatel ve 37 domech. Ves byla cele německá, první Čech se do Hrdlovky přistěhoval v roce 1850. Až do roku 1899 byla obec v majetku cisterciáckého kláštera v blízkém Oseku. Přes obec vedla 6 kilometrů dlouhá poutní cesta, která vycházela z oseckého kláštera a vedla přes rovněž zaniklé Libkovice k poutnímu místu v Mariánských Radčicích.
Ve druhé polovině 19. století došlo, v souvislosti s rozvojem průmyslu, ke změně celkového charakteru života nejen v Hrdlovce, ale i v širokém okolí. Začaly se razit doly na hnědé uhlí. V blízkosti Hrdlovky byl v roce 1876 zaražen důl Nelson,následoval důl Pokrok a v roce 1891 důl Alexander. Do obce přicházeli za prací noví obyvatelé, takže nakonec došlo k faktickému (a posléze i administrativnímu) spojení s blízkou Novou Vsí. Začal být používán název Nová Ves – Hrdlovka. Roku 1919 zde žilo již 3803 obyvatel, většinou Čechů. Roku 1920 byl otevřen Dělnický dům a o šest let později byla dokončena výstavba hornické kolonie. Od roku 1927 se pro obec používal již pouze název Hrdlovka.

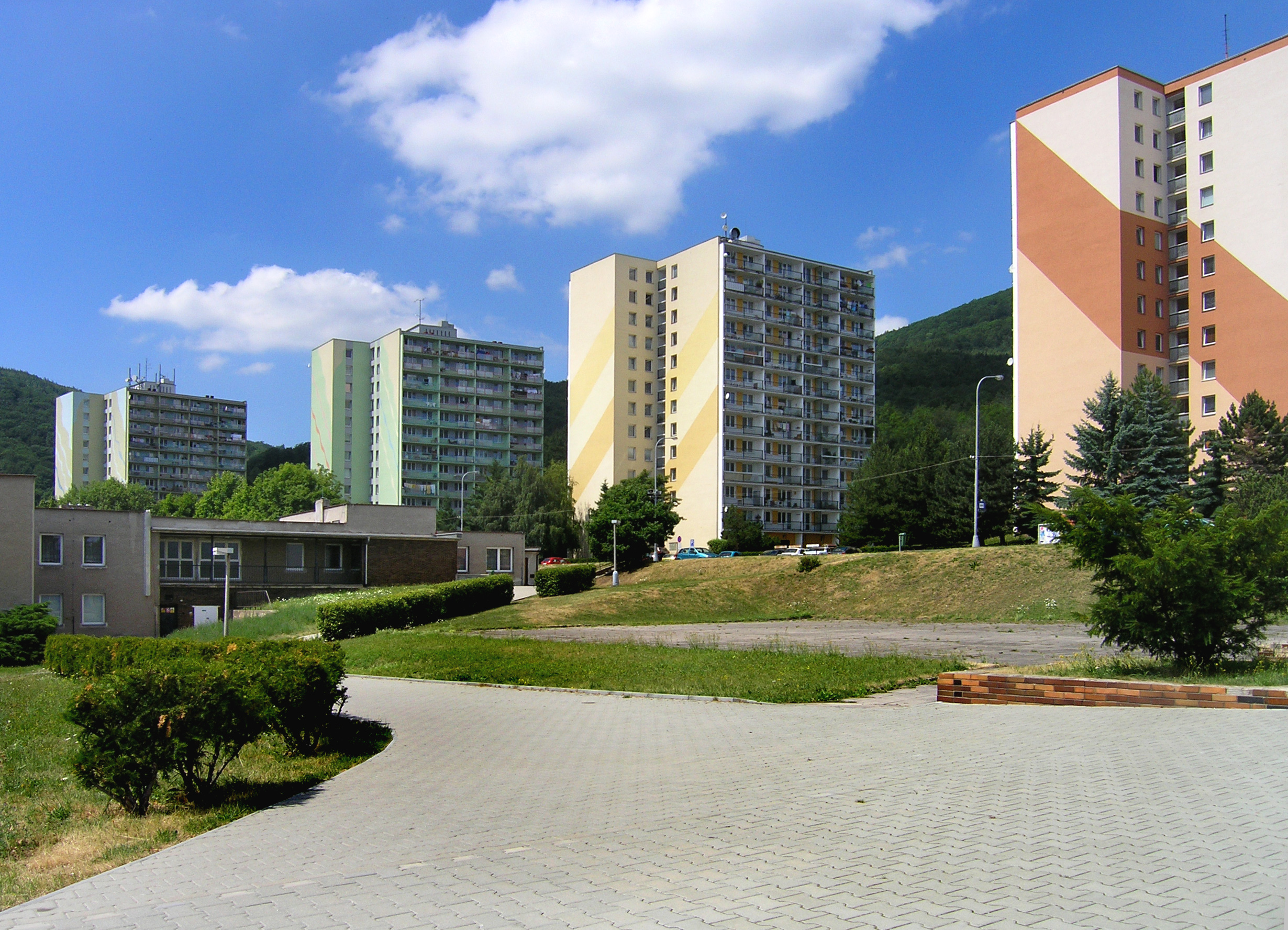
Pohled z Hrdlovské ulice na sídliště na úpatí vrchu Stropníku v Oseku

Dne 3. ledna 1934 došlo na dole Nelson k výbuchu, při kterém zahynulo 142 havířů, z nichž řada byla z Hrdlovky. Od roku 1963 začala obec postupně ustupovat těžbě uhlí. Zcela zlikvidována byla v letech 1970–1975 a obyvatelé byli vystěhováni do nově vybudovaného panelového sídliště na úpatí vrchu Stropníku v Oseku. Toto sídliště je dodnes po zaniklé obci pojmenováno. Do nového sídliště se první obyvatelé přestěhovali z Hrdlovky v roce 1972.

## Přírodní poměry
Ve vesnici býval jeden ze dvou pramenů sirné vody v severních Čechách s velmi nízkým obsahem sirovodíku.

## Obyvatelstvo
Při sčítání lidu v roce 1921 zde žilo 2 374 obyvatel (z toho 1 204 mužů), z nichž bylo 1 499 Čechoslováků, 793 Němců, pět příslušníků jiné národnosti a 77 cizinců. Převažovali lidé bez vyznání. Druhou největší skupinou byli římští katolíci (985) a kromě nich zde žilo 74 evangelíků, pět židů a 43 příslušníků jiných církví. V Nové Vsi při témže sčítání žilo 2 576 obyvatel (z toho 1 302 mužů), z nichž bylo 1 598 Čechoslováků, 905 Němců, čtyři Židé, dva příslušníci jiné národnosti a 67 cizinců. Převažovali lidé bez vyznání (1 356 obyvatel). Největší podíl věřících patřil k římskokatolické církvi (1 047 obyvatel), ale žilo tam také 125 evangelíků, čtrnáct členů církve československé, čtyři židé a třicet příslušníků ostatních církví.
Podle sčítání lidu z roku 1930 měla Hrdlovka 5 357 obyvatel: 3 562 Čechoslováků, 1 1676 Němců, jedenáct Rusů, čtyři příslušníky jiné národnosti a 104 cizinců. Stále převažovali lidé bez vyznání, ale počet římských katolíků stoupl na 2 168. Evangelíků bylo 162, 22 lidí patřilo k církve československé, čtyři k izraelské, 33 lidí se hlásilo řeckokatolické církvi a 23 k jiným nezjišťovaným církvím.
|           | 1869 | 1880 | 1890 | 1900  | 1910  | 1921  | 1930  | 1950  | 1961  | 1970  | 1980 |
| --------- | ---- | ---- | ---- | ----- | ----- | ----- | ----- | ----- | ----- | ----- | ---- |
| Obyvatelé | 224  | 309  | 447  | 1 796 | 2 373 | 2 374 | 5 283 | 3 301 | 3 032 | 2 222 | 297  |
| Domy      | 37   | 44   | 45   | 87    | 110   | 121   | 315   | 371   | 368   | 323   | 72   |

## Doprava
Vesnicí vedla jednokolejná železniční trať Oldřichov u Duchcova – Litvínov – Jirkov – Chomutov (budovaná původně jako součást Duchcovsko-podmokelské dráhy), z Teplic do Litvínova a v obci bývala zastávka. Z nádraží v Oseku pak vedla železniční vlečka na důl Alexander v katastru Hrdlovky.

## Sport
V obci existoval místní Sokol, založený v roce 1901. Dne 4. dubna 1948 zde došlo k tzv. sjednocení tělovýchovy – historicky prvnímu v celém Československu. Sokol byl nuceně sloučen s Hornickým sportovním klubem. Na původní organizaci se formálně odvolávala nově založená tzv. Závodní sokolská jednota dolu president Gottwald, která sídlila v původní sokolovně. Samostatný Sokol nebyl již v obci za její existence nikdy obnoven.
Rovněž v Hrdlovce fungoval fotbalový klub TJ Baník Hrdlovka (založen jako Hornický SK Hrdlovka), který v ročníku 1964/65 hrál ve skupině A druhé československé ligy.

## Osobnosti
- Zdeněk Čeřovský (* 1930), elektronik a pedagog